# انجمن بازیگران سینما و فدراسیون هنرمندان تلویزیون و رادیو آمریکا
انجمن بازیگران سینما و فدراسیون هنرمندان تلویزیون و رادیو آمریکا (انگلیسی: Screen Actors Guild and American Federation of Television and Radio Artists) به اختصار سگ-افترا (انگلیسی: SAG-AFTRA) اتحادیهٔ صنفی آمریکایی به نمایندگی از حدود ۱۶۰٬۰۰۰ نفر از متخصصان رسانه‌ای در جهان است. سگ-افترا عضو فدراسیون کارگران آمریکا و کنگره سازمان‌های صنعتی (بزرگ‌ترین فدراسیون اتحادیه‌ها در ایالات متحده) است. سگ-افترا همچنین یکی از اعضای فدراسیون بین‌المللی بازیگران (FIA) است.